# آگوست فردیناند مهرن
آگوست فردیناند مایکل فان مهرن (زادهٔ ۶ آوریل ۱۸۲۲- درگذشتهٔ ۱۴ نوامبر ۱۹۰۷) مستشرق و لغت‌شناس اهل دانمارک بود که از ۱۸۵۴ تا ۱۸۹۸ استاد زبان‌های سامی در دانشگاه کپنهاگ بود.